# 스텔라랜드
스텔라랜드 공화국(네덜란드어: Republiek Stellaland)은 1882년부터 1883년까지 트란스발 서쪽의 영국 베추아나랜드(현재 남아프리카 공화국 북서주 ) 지역에 위치한 보어 공화국이었다. 이웃 국가인 고센국과 통일한 후 스텔라랜드 합중국이 되었다.